# 岡山県道205号美作千代停車場線
岡山県道205号美作千代停車場線（おかやまけんどう205ごう みまさかせんだいていしゃじょうせん）は、岡山県津山市を通る一般県道である。

## 概要

### 路線データ
- 起点：岡山県津山市中北下（JR西日本姫新線 美作千代駅前）
- 終点：岡山県津山市久米川南（国道181号交点）
- 総延長：122 m

## 地理

### 通過する自治体
- 津山市

### 交差する道路
| 交差する道路 | 交差する場所 | 交差する場所 |
| ------------ | ------------ | ------------ |
| 国道181号    | 久米川南     | 終点         |

### 沿線
- JR西日本姫新線 美作千代駅